# Actinodaphne elegans
Actinodaphne elegans är en lagerväxtart som beskrevs av Knowbl.. Actinodaphne elegans ingår i släktet Actinodaphne och familjen lagerväxter. Inga underarter finns listade i Catalogue of Life.